# Club des patineurs de Berne
Le Club des Patineurs de Berne ou CP Berne (en allemand, Schlittschuh Club Bern, SCB) est un club de hockey sur glace de la ville de Berne, en Suisse. Le club dispute ses matchs locaux à la PostFinance Arena depuis 1967. En 2018-2019, le CP Berne est, pour la 18e saison de suite, le club qui attire le plus de spectateurs en Europe avec une moyenne de 16 290 spectateurs par match. Le club évolue en National League.

## Palmarès
- LNA/NL (16)
  - 1959, 1965, 1974, 1975, 1977, 1979, 1989, 1991, 1992, 1997, 2004, 2010, 2013, 2016, 2017, 2019
- LNB (3)
  - 1958, 1969, 1972
- Coupe de Suisse (3)
  - 1965, 2015, 2021

## Structure
- Président : Marc Lüthi (de)
- Directeur général : Marc Lüthi
- Directeur sportif : Andrew Ebbett

## Historique
Le club est fondé le 30 novembre 1930, mais prend la date du 1er janvier 1931 comme date officielle de création.

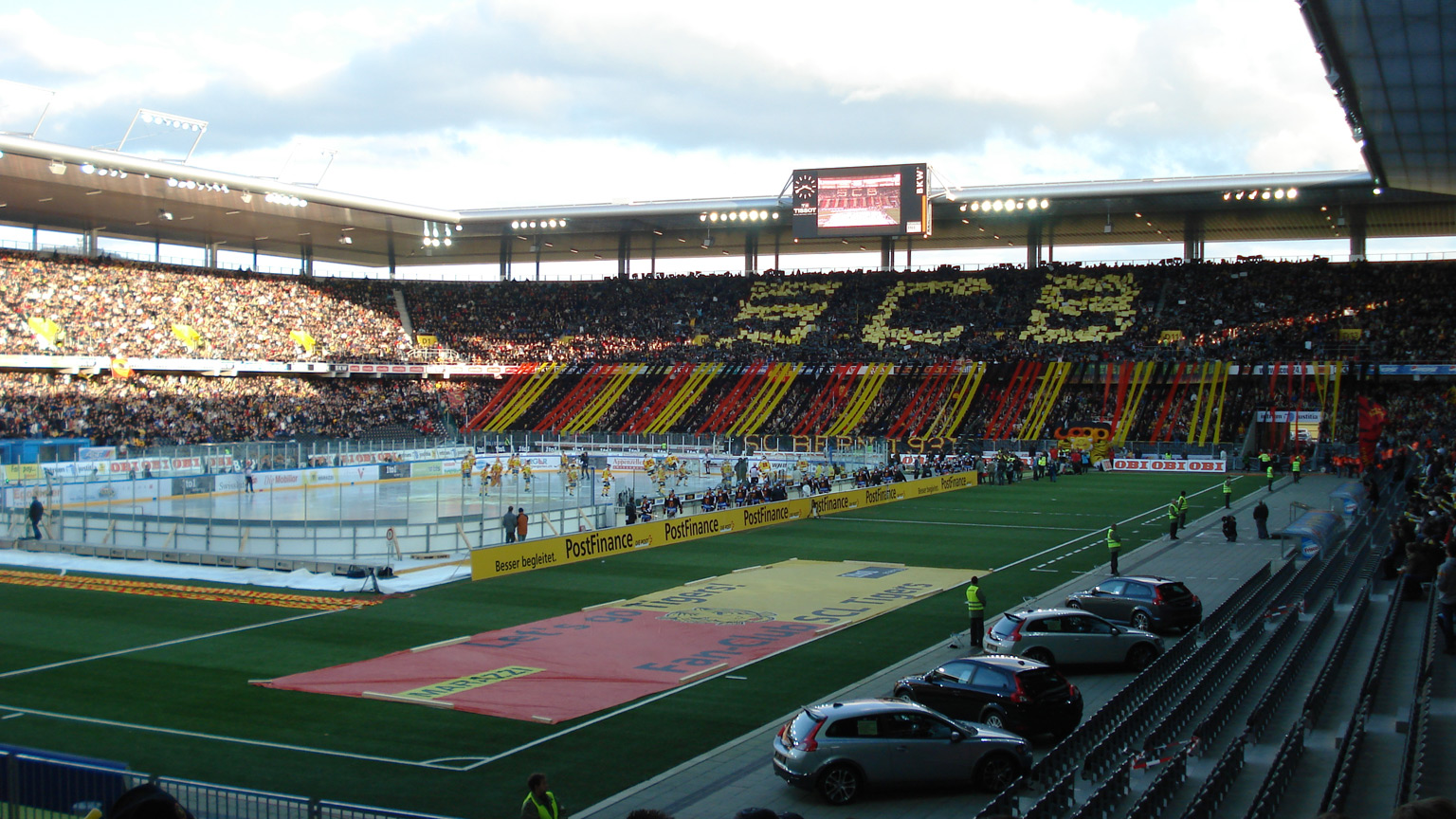
30076 spectateurs au Stade de Suisse pour un match entre les SCL Tigers et le CP Berne.

Ce club du championnat de Suisse de hockey sur glace a décroché 16 fois le titre de champion et soulevé trois fois la Coupe de Suisse.
En 2004 le club atteint la finale des playoffs où il rencontre le HC Lugano. Bien que la formation de la capitale gagne les deux premiers matchs, les Tessinois, alors entraînés par Larry Huras, reviennent à 2-2 dans la série. Les deux grands favoris de la saison régulière se retrouvent alors à la Resega pour un ultime duel. Ce match reste serré jusqu'au bout : à la 59e minute les Bernois mènent 3-2 et que le plus difficile semblait être fait, Mike Maneluk (de), avec assistance de Petteri Nummelin et Ville Peltonen, permet à son équipe de continuer à y croire en inscrivant un but égalisateur 30 secondes avant la sirène finale. Cependant, lors des prolongations, Mark Weber tire entre les jambes de Ronnie Rüeger et permet au club de la capitale de fêter son 11e titre national.
La saison 2004-2005 est, quant à elle, moins glorieuse pour les champions en titre. Alors que la LNH voit de nombreux changements quant à sa structure salariale, les propos tenus en Amérique du Nord et les rumeurs sur un éventuel lock-out parviennent en Europe. Les bruits de transferts circulent alors dans le milieu suisse. Quelques semaines plus tard, Joseph Thornton, Richard Nash et Niklas Hagman rejoignent le HC Davos ; Martin St-Louis est engagé par le Lausanne HC, alors que Martin Gerber et David Aebischer sont de retour, respectivement à Langnau et Lugano. Ce n'est que quelques semaines plus tard que le CP Berne annonce l'arrivée de Daniel Brière, Daniel Heatley, et plus tard Marc Savard, Jean-Pierre Dumont et finalement Henrik Tallinder. Après avoir stagné entre la 8e et la 10e position au classement de la saison régulière, le club bernois peut jouer sa dernière chance de qualification pour les playoffs lors du dernier match contre les Kloten Flyers. Bien que la formation zurichoise dispose de renforts importants avec l'arrivée Patrice Brisebois et Roderick Brind'Amour, le match prend l'allure d'une démonstration avec un score sans appel de 10-1 pour les Bernois. Le CP Berne se qualifie ainsi à la 8e place à l'issue du dernier match de la saison régulière. En quart de finale, l'équipe affronte l'adversaire de la finale de la saison précédente : le HC Lugano. Contre toute attente, ce sont les joueurs de la capitale qui parviennent à se hisser en demi-finale, notamment grâce à Daniel Brière. En demi-finale, les Bernois ne peuvent rien face au HC Davos et son trio d'attaque Joe Thornton - Rick Nash - Niklas Hagman. La saison s'arrête alors au stade des demi-finales pour le CP Berne alors que le HC Davos décroche le titre de champion de Suisse quelques jours plus tard.
Les cinq années suivantes voient l'équipe de la capitale échouer en playoffs bien que terminant quatre fois première et une fois deuxième de la saison régulière. Lors de la saison 2006-2007, elle rate le titre de peu à Davos en perdant 1-0 lors du dernier match de la série ultime.
Il faut attendre la saison 2009-2010 et l'arrivée de Larry Huras comme entraîneur principal pour voir une équipe remaniée. Lors des séries, l'équipe de la capitale bat en quart de finale le HC Lugano sur le score de 4-0, puis en fait de même face aux Kloten Flyers en demi-finale. C'est donc sur une série de huit victoires consécutives que le CP Berne aborde la finale face au Genève-Servette HC. La série est néanmoins plus serrée que les autres et ce n'est que dans le septième et dernier match que les Ours font la différence. Avec un score de 4-1, le club bernois fête son 12e sacre et, pour la première fois depuis l'instauration des playoffs, la fête se déroule dans sa patinoire, la PostFinance Arena, devant plus de 17 000 spectateurs.
En 2013, le club remporte son 13e titre de champion de Suisse de LNA face à Fribourg-Gottéron.
Le CP Berne remporte sa deuxième Coupe de Suisse le 11 février 2015 face aux Kloten Flyers sur le score de 3-1. La partie s'est jouée devant 17 131 spectateurs (guichets fermés) à la PostFinance Arena.

## Effectif

### Effectif actuel
| No    | Nom                   | Nat. | Position  | Arrivée                          |
| ----- | --------------------- | ---- | --------- | -------------------------------- |
| +030, | Philip Wüthrich       |      | Gardien   | 2020 - SC Langenthal             |
| +034, | Andri Henauer         |      | Gardien   | 'Formé au club                   |
| +036, | Adam Reideborn        |      | Gardien   | 2023 - HK CSKA Moscou            |
| +004, | Nick Meile            |      | Défenseur | 'Formé au club                   |
| +005, | Patrik Nemeth – A     |      | Défenseur | 2023 - Coyotes de l'Arizona      |
| +014, | Louis Füllemann       |      | Défenseur | 'Formé au club                   |
| +037, | Anton Lindholm        |      | Défenseur | 2024 - Leksands IF               |
| +041, | Simon Kindschi        |      | Défenseur | 2024 - EHC Kloten                |
| +044, | Samuel Kreis          |      | Défenseur | 2023 - EV Zoug                   |
| +051, | Nils Rhyn             |      | Défenseur | 'Formé au club                   |
| +058, | Romain Loeffel        |      | Défenseur | 2022 - HC Lugano                 |
| +065, | Ramon Untersander – C |      | Défenseur | 2014 - HC Bienne                 |
| +008, | Marc Marchon          |      | Attaquant | 2024 - EHC Kloten                |
| +009, | Victor Ejdsell        |      | Attaquant | 2024 - Färjestads BK             |
| +010, | Tristan Scherwey – A  |      | Attaquant | Formé au club                    |
| +015, | Yanick Sablatnig      |      | Attaquant | 2024 - EHC Bâle                  |
| +019, | Waltteri Merelä – A   |      | Attaquant | 2024 - Crunch de Syracuse        |
| +021, | Simon Moser           |      | Attaquant | 2012 - SC Langnau Tigers         |
| +023, | Marco Lehmann         |      | Attaquant | 2021 - SC Rapperswil-Jona Lakers |
| +024, | Dominik Kahun         |      | Attaquant | 2021 - Oilers d'Edmonton         |
| +027, | Austin Czarnik        |      | Attaquant | 2024 - Griffins de Grand Rapids  |
| +043, | Alain Graf            |      | Attaquant | 'Formé au club                   |
| +079, | Thierry Bader         |      | Attaquant | 2020 - HC Davos                  |
| +086, | Joël Vermin           |      | Attaquant | 2022 - Genève-Servette HC        |
| +088, | Thierry Schild        |      | Attaquant | Formé au club                    |
| +091, | Fabian Ritzmann       |      | Attaquant | 2022 - HC Davos                  |
| +098, | Benjamin Baumgartner  |      | Attaquant | 2022 - Lausanne HC               |

### Maillots retirés
Depuis novembre 2017, pour voir son maillot retiré à Berne, un joueur doit avoir terminé sa carrière au club et satisfaire 3 des 4 critères suivants (avant cette date, remplir 4 critères sur 5 prévalait). En 2018, le club fait une exception pour Martin Plüss, eu égard à ses services rendus au CP Berne :
- Le CP Berne était son premier club en tant que professionnel
- 50 matchs avec l'équipe nationale
- 2 titres de champion de Suisse
- 10 saisons au CP Berne

| Numéro retiré | Joueur (poste)               | Première équipe professionnelle | Dernière équipe professionnelle | Matchs avec l'équipe nationale | Titres de LNA/NL | Saisons au CP Berne |
| ------------- | ---------------------------- | ------------------------------- | ------------------------------- | ------------------------------ | ---------------- | ------------------- |
| 0             | René Kiener (de) (D)         | CP Berne                        | CP Berne                        | ?                              | 2                | 18                  |
| 2             | Beat Gerber (D)              | SCL Tigers                      | CP Berne                        | ?                              | 6                | 20                  |
| 6             | Peter Stammbach (de) (C)     | CP Berne                        | CP Berne                        | ?                              | 2                | 16                  |
| 7             | Martin Rauch (D)             | CP Berne                        | HC Ajoie                        | 87                             | 4                | 17                  |
| 12            | Roland Dellsperger (de) (AG) | CP Berne                        | CP Berne                        | ?                              | 5                | 18                  |
| 16            | Sven Leuenberger (D)         | EHC Uzwil (de)                  | CP Berne                        | 127                            | 4                | 13                  |
| 18            | Renzo Holzer (de) (AG)       | CP Berne                        | EHC Grindelwald (de)            | 54                             | 4                | 14                  |
| 22            | Patrick Howald (AG)          | CP Berne                        | HC Fribourg-Gottéron            | 119                            | 4                | 13                  |
| 26            | Marc Reichert (C/AG)         | CP Berne                        | CP Berne                        | 155                            | 3                | 17                  |
| 28            | Martin Plüss (C)             | EHC Kloten                      | CP Berne                        | 236                            | 4                | 9                   |
| 29            | Philippe Furrer (D)          | CP Berne                        | HC Fribourg-Gottéron            | 101                            | 2                | 12                  |
| 31            | Renato Tosio (G)             | HC Coire                        | CP Berne                        | 183                            | 4                | 14                  |
| 32            | Ivo Rüthemann (AG)           | HC Davos                        | CP Berne                        | 277                            | 3                | 15                  |
| 39            | Marco Bührer (G)             | EHC Bülach                      | CP Berne                        | 81                             | 4                | 15                  |
| 72            | David Jobin (D)              | CP Berne                        | CP Berne                        | 21                             | 5                | 19                  |

## Photos

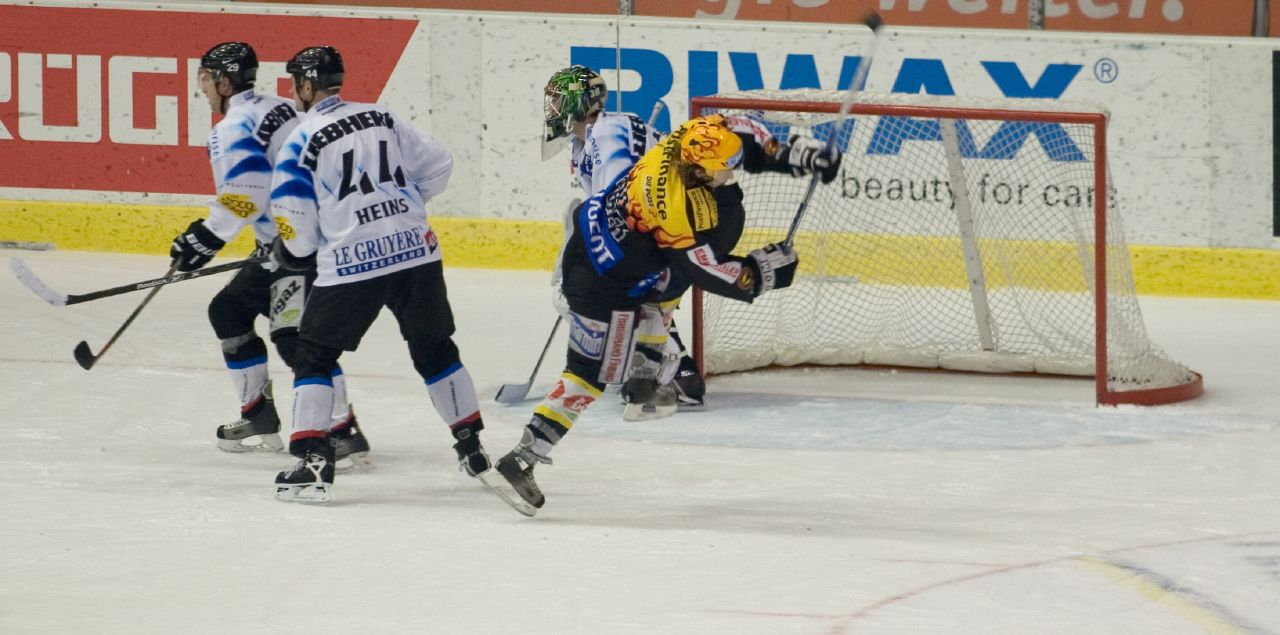
Simon Gamache, joueur du SCB durant quatre saisons.
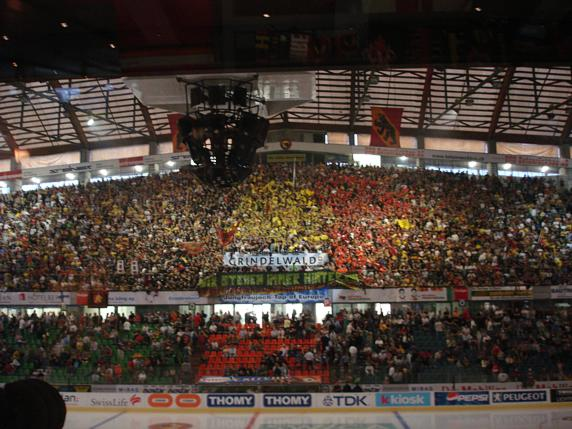
La tribune des places debout, avant la rénovation de la patinoire.
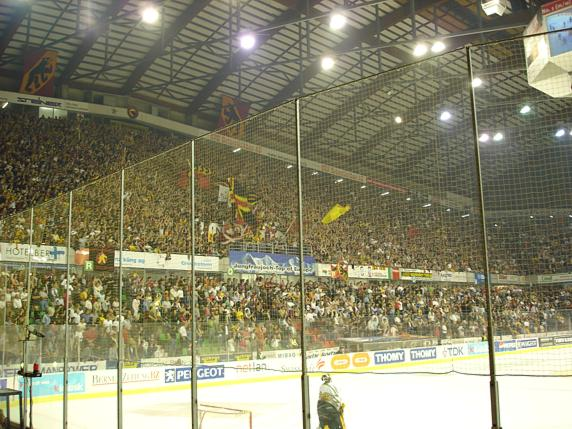
La tribune des places debout, vue de côté.
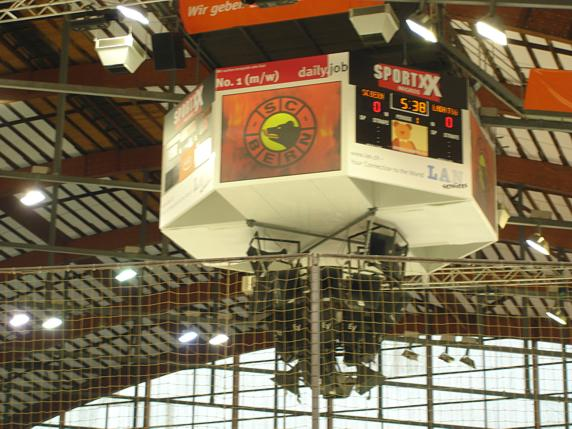
Un ancien panneau d'affichage de la patinoire.
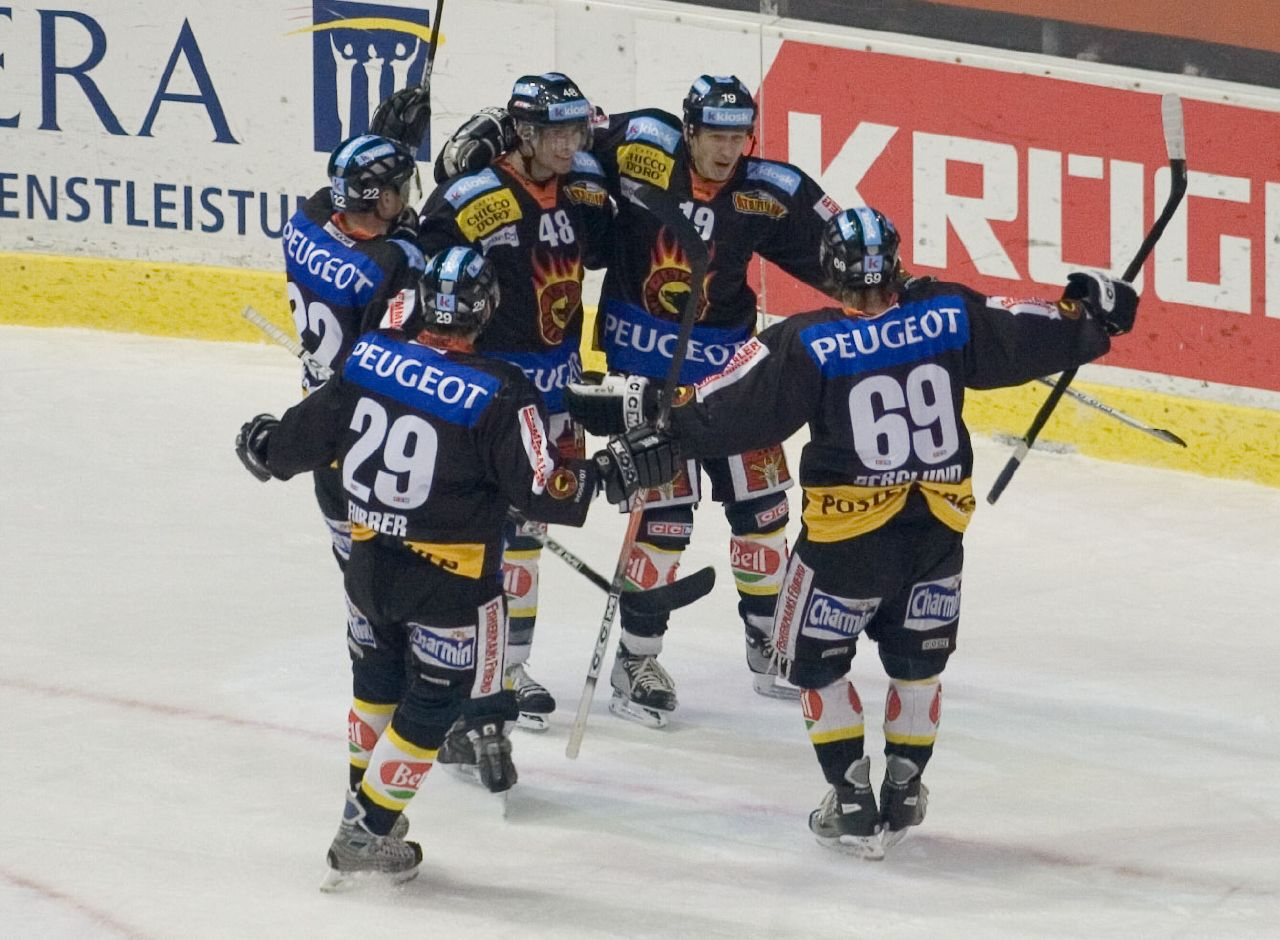
Des joueurs, après un but du CP Berne.
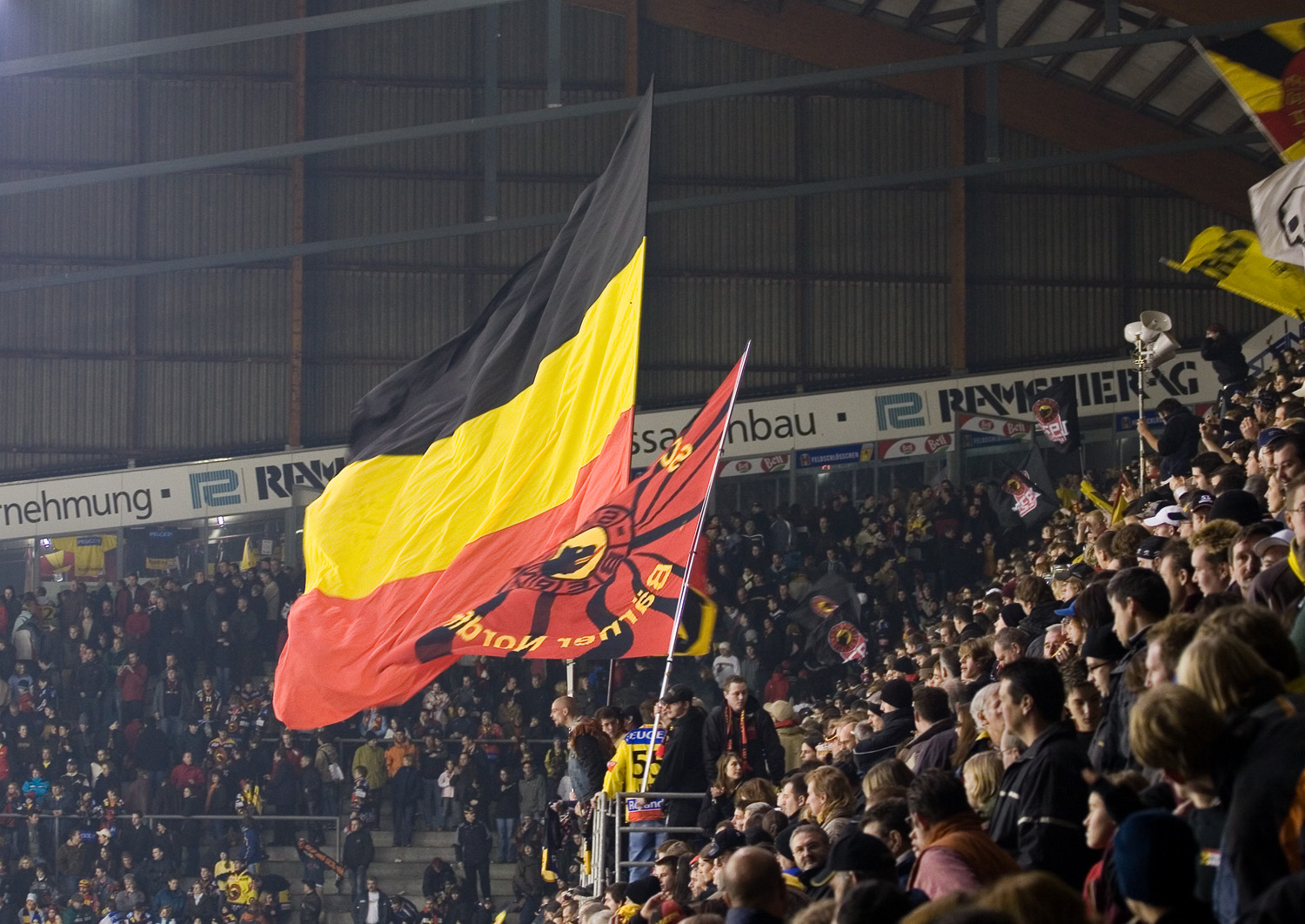
De fans de la tribune principale.